# Serafino Vitale
Michelangelo Maria Benedetto Vincenzo (Serafino) Vitale (Cava de' Tirreni, 19 febbraio 1738 – Cava de' Tirreni, 7 febbraio 1801) è stato un vescovo cattolico italiano, ultimo vescovo di Minori.

## Biografia
Nato a Cava de' Tirreni il 19 febbraio 1738 da Francesco Antonio e Eugenia De Ponte, venne battezzato col nome di Michelangelo Maria Benedetto Vincenzo nella chiesa di San Michele Arcangelo di Cava de' Tirreni da don Sebastiano Adinolfi, parroco di San Pietro a Siepi. 

### Ministero sacerdotale
Il 24 febbraio 1753 entrò nel  monastero olivetano di Monte Oliveto a Napoli, prendendo il nome di Serafino, e il 24 febbraio 1754 prese i voti. L'8 marzo 1761 venne ordinato sacerdote. Dal 1761 al 1763 stette nell'abbazia di Monte Oliveto Maggiore a Siena, dal 1764 al 1766 fu archivista del monastero di San Bartolomeo a Monte Oliveto a Firenze, nel 1767 bibliotecario di Santa Maria in Organo a Verona, nel 1768 vicario dell'abbazia di San Nicola di Rodengo, nel 1769 archivista di San Bernardo a Bologna, la stessa carica ricoprì l'anno successivo a Lucca in San Ponziano, nel 1771 fu lettore biblico e curato di San Matteo nell'abbazia di Santa Maria in Regola e poi della stessa abbazia fu lettore canonico e curato fino al 1776. Dal 1777 al 1781 fu decano del monastero di San Michele in Bosco e poi vicario dello stesso monastero fino 1784. Nel 1785 tornò a Monte Oliveto Maggiore a Siena dove ricoprì, fino al 1788, la carica di archivista. Il 19 febbraio 1798 fu eletto abate del monastero di San Leone Magno a Bitonto.

### Ministero episcopale
Il 31 ottobre 1797 Ferdinando IV lo nominò vescovo di Minori; la nomina fu confermata da papa Pio VI il 29 gennaio 1798. Nel frattempo, il 25 novembre 1797, fu nominato dottore in teologia. Ricevette l'ordinazione episcopale il 2 febbraio successivo dal cardinale Leonardo Antonelli a Roma.

### Malattia e morte
Il clima minorese peggiorò notevolmente il suo stato di salute, infatti, soffrì sicuramente la perdita di un occhio e probabilmente divenne completamente cieco, fu anche colpito da apoplessia il che lo costrinse a rinunciare al governo della diocesi nel 1800, si ritirò nel convento dei Minoriti a Cava de' Tirreni dove morì il 7 febbraio 1801. Fu l'ultimo vescovo di Minori: dopo la sua morte la sede rimase vacante fino il 27 giugno 1818, quando fu soppressa da papa Pio VII in forza della bolla De utiliori e il suo territorio unito all'arcidiocesi di Amalfi.

## Genealogia episcopale
La genealogia episcopale è:
- Cardinale Scipione Rebiba
- Cardinale Giulio Antonio Santori
- Cardinale Girolamo Bernerio, O.P.
- Arcivescovo Galeazzo Sanvitale
- Cardinale Ludovico Ludovisi
- Cardinale Luigi Caetani
- Cardinale Ulderico Carpegna
- Cardinale Paluzzo Paluzzi Altieri degli Albertoni
- Papa Benedetto XIII
- Papa Benedetto XIV
- Papa Clemente XIII
- Cardinale Giovanni Francesco Albani
- Cardinale Leonardo Antonelli
- Vescovo Serafino Vitale, O.S.B.Oliv.